# Dècada del 1660
La dècada del 1660 comprèn el període que va des de l'1 de gener del 1660 fins al 31 de desembre del 1669.

## Esdeveniments
- Guerra de Devolució
- Incendi i epidèmia de pesta a Londres

## Personatges destacats
- Carles II de Castella